# Berocynta simplex
Berocynta simplex är en fjärilsart som beskrevs av Heinrich Benno Möschler 1886. Berocynta simplex ingår i släktet Berocynta och familjen nattflyn. Inga underarter finns listade i Catalogue of Life.